# بروبيول ألدهيد
بروبيول ألدهيد هو مركب عضوي له الصيغة الجزيئية HC2CHO، وهو أبسط مركب كيميائي يحتوي على مجموعتي الألكاين والألدهيدات الوظيفية، وهو سائل عديم اللون ذو خصائص متفجرة.